# Scooby-Dum
Scooby-Dum (ejtsd: Szkubi Dám) egy kutya, Scooby-Doo unokatestvére, aki egy visszatérő szereplő A Scooby-Doo-show című rajzfilmsorozatban. Eredeti hangja Daws Butler, a magyar hangja Gesztesi Károly.

## Személyiség
Minden vágya, hogy olyan detektív legyen, mint Scooby-Doo. Visszatérő mondata: „Dum-dum-dum-dum!” Ezt akkor mondja, amikor nyomozni megy. Valamint azt szokta mondani, hogy „Scooby-Dooby-Dum”, Scooby-Doo „Scooby-Dooby-Doo” kiáltásához hasonlóan. Nagyon szereti testvérét, Scooby-t és igen jószívű. Csak véletlenül szokott nyomra bukkanni, de mindig segít az adott rejtély megoldásában.

## Külseje
Scooby-Dum hasonlít Scooby-Doora, de a szőre világosszürke fekete foltokkal tarkítva . Nyakörve piros, egy Dum-felirat van ráírva. Detektívsapkát hord.

## Megjelenései
Scooby-Dum nagy népszerűségnek örvendett debütálása után, pedig a karakter csak párszor jelent meg tévéképernyőn.
- A Scooby-Doo-show (1976–1978): Itt jelent meg először, összesen négy epizódban szerepelt.
- Scooby-Doo Rajzfilmolimpia (1977–1979): A Scooby Csapat tagja lett, egyike a sorozatban folyamatosan szereplő csapattagoknak.